# Język batak mandailing
Język batak mandailing – język austronezyjski używany przez grupę ludności w indonezyjskiej prowincji Sumatra Północna, zwłaszcza w kabupatenie Mandailing Natal. Według danych z 2000 roku posługuje się nim 1,1 mln osób. Wcześniej jego terytorium wchodziło w skład kabupatenu Tapanuli Selatan.
Pozostaje w użyciu w kontaktach domowych czy w sferze religijnej, ale na obszarach miejskich i wśród społeczności migranckich większą rolę zaczyna odgrywać język indonezyjski.
Tradycyjnie zapisywany pismem batackim. Czynniki socjolingwistyczne decydują o jego odrębności od batak angkola, jednakże oba języki są blisko spokrewnione.